# Silva Escura e Dornelas
Silva Escura e Dornelas (llamada oficialmente União das Freguesias de Silva Escura e Dornelas) es una freguesia portuguesa del municipio de Sever do Vouga, distrito de Aveiro.

## Historia
Fue creada el 28 de enero de 2013 en aplicación de una resolución de la Asamblea de la República de Portugal promulgada el 16 de enero de 2013 con la unión de las freguesias de Dornelas y Silva Escura, pasando su sede a estar situada en la antigua freguesia de Silva Escura.

## Demografía
| Gráfica de evolución demográfica de Silva Escura e Dornelas entre 2011 y 2021 |
|                                                                               |
| Datos según el nomenclátor publicado por el INE portugués.                    |